# Telipna neavei
Telipna neavei är en fjärilsart som beskrevs av Bethune-Baker 1926. Telipna neavei ingår i släktet Telipna och familjen juvelvingar. Inga underarter finns listade i Catalogue of Life.